# قضية البطاقات
كانت قضية البطاقات (بالفرنسية: Affaire des fiches)‏، والتي تسمى أحيانًا قضية الكسرولة (بالفرنسية: Affaire des casseroles)‏، فضيحة سياسية وقعت في فرنسا في عام 1904، خلال عهد الجمهورية الفرنسية الثالثة. كانت القضية تتعلق بعملية إصدار أضابير سياسية ودينية سرية داخل الجيش الفرنسي بمبادرة من الجنرال لويس أندريه، وزير الحرب، في السياق الذي أعقب قضية دريفوس واتهامات بتوجه مناهض للجمهورية وجهها يساريون وراديكاليون ضد فيلق الضباط في الجيش الفرنسي (الذي كان في تلك الآونة أضخم جيش بري في أوروبا) الذين اتُهموا بأنهم المعقل الأخير للأفراد الكاثوليكيين المحافظين والملكيين ضمن المجتمع الفرنسي.
منذ عام 1900 حتى عام 1904، أصدر المحافظ والمحفل الماسوني التابع لمنظمة الشرق العظيم في فرنسا الماسونية وشبكات استخباراتية أخرى أوراق بيانات عن الضباط وأرسلوها إلى مكتب الجنرال أندريه لكي يقرر أي ضباط سيسمح لهم بنيل ترقيات وصعود الهرم العسكري، وأيضًا أي ضباط سيمنحون أوسمة وأي ضباط سيُستثنون من الترقيات. رُفعت هذه الوثائق السرية من قبل الجنرال أندريه إلى التقارير الرسمية لقيادة الجيش، وأتاح له ذلك إنشاء نظام يضمن ترقية الضباط المفكرين الأحرار والجمهوريين والماسونيين وإعاقة ترقية الضباط الذين صُنفوا كقوميين أو كاثوليك أو كان ثمة شكوك حول تعاطف لديهم حيال أي تيار من التيارات المتنوعة للملكية. بالنسبة للشرق العظيم وحكومة أندريه، كان الهدف ضمان ولاء فيلق الضباط للنظام الحاكم للجمهورية الثالثة.
كُشفت الفضيحة إلى العلن في 28 من شهر أكتوبر من عام 1904، حين تحدى جان غويوت دو فيلينوف الحكومة في غرفة النواب وكشف نظام البطاقات الذي كان الجنرال أندريه والشرق العظيم قد أقاماه وقدم كدعم لاتهاماته ملفات كان قد جرى شراؤها من جان بابتيست بيديغاين، نائب الأمين العام لمنظمة الشرق العظيم. في البداية نفى الوزير أن لديه أية معرفة بأفعال كهذه، إلا أنه خلال اجتماع عقد في 4 من شهر نوفمبر من عام 1904، أبرز غويوت دو فيلينوف وثيقة تدين أندريه بشكل مباشر، كان الاجتماع عاصفًا ووجه النائب القومي غابرييل سيفيتون صفعة إلى وزير الحرب، الأمر الذي أفضى إلى عراك على الأرض.
كان لهذه الفضيحة أهمية كبرى على السياسة الفرنسية. وتتالت التقلبات والمنعطفات التي شهدتها القضية لأشهر عديدة، في حين نشرت الصحافة بشكل منتظم الملفات التي كان ثمة نزاع حولها. وعلى الرغم من دعم جان جوريس من الحزب الاشتراكي الفرنسي وتكتل اليساريين الجمهوري، سقطت حكومة إيميلي كومبس في 15 من شهر يناير من عام 1905 جراء الضغط الذي أثارته القضية. أدانت حكومة موريس روفيير، التي خلفت حكومة كومبس، هذه القضية بشكل رسمي وأعلنت عقوبات رمزية وسعت وراء سياسة إعادة تأهيل. وعلى الرغم من ذلك، استمر نظام البطاقات حتى عام 1905، والذي لم يعد يستند على التجسس من قبل منظمة الشرق العظيم بل على معلومات إقليمية وبات هذا النظام ينال دعمًا عبر ممارسة الضغط السياسي. في عام 1913، وضع وزير الحرب أليسكاندر ميليراند نهاية لهذا النظام بشكل حاسم.
تسبب نظام الأضابير السياسي هذا، إضافة إلى تسببه بأزمة سياسية وأخلاقية ضمن حلقات قضية دريفوس، التي كانت منقسمة حول منح الأولوية للدفاع عن الجمهورية الفرنسية الثالثة وحماية حرية الفكر للجميع (من بينهم أولئك الذين يختلفون معهم)، أيضًا بإضعاف القيادة العليا للجيش الفرنسي، بسبب ما يزيد عن عشرة أعوام من التمييز في ترقية الضباط، الأمر الذي كان له تبعات كان من الصعب تقييمها خلال الشهور الأولى من الحرب العالمية الأولى.

## الخلفية

### قضية دريفوس
منذ قيام الجمهورية الفرنسية الثالثة، أبقى الجيش الفرنسي نفسه بمعزل نسبيًا عن الصراعات السياسية التي ألبت الملكيين على مناصري الجمهورية، وهي مواجهة انتهت بنصر نهائي للأخيرين في عام 1879 مع تغيير مجلس النواب. وعلى الرغم من أنه لم يسمح لنفسه بالانجرار وراء مغامرة بانقلاب عسكري، كان فيلق الضباط في الجيش يُعتبر صاحب نزعة مناهضة للجمهورية، وهي نظرة تعززت من خلال تفجر قضية دريفوس. دفع رفض القيادة العليا للجيش الفرنسي بكشف الحقيقة وأيضًا الموقف المتعجرف للضباط الذين استدعوا للشهادة في محاكمة دريفوس الثانية بالجمهوريين إلى توجيه اتهامات لهم بأنهم «دولة ضمن دولة» حيث تمكن أحفاد الأسر المحافظة، الفرنسية إثنيًا والكاثوليكية دينيًا، من بناء مسيرة مهنية ناجحة في الوقت الذي أُغلقت في وجههم مواقع أخرى من المجتمع. أيضًا، منذ بروز قضية دريفوس، أي منذ أزمة جورج إرنست بولانجر، بدأ اليمين بتبني النزعة القومية والدفاع عن الجيش، في حين وضع اليسار نفسه تحت شعار النزعة المناهضة لرجال الدين التي كانت تغذيها مشاعر ماسونيي القارة، وبشكل جزئي على الأقل، المشاعر المناهضة للنزعة العسكرية.
أقنع التحريض القومي، الذي تزامن مع قضية دريفوس، اليسار بأن الجمهورية باتت في خطر: دفعت محاولة الشاعر بول ديروليد الذي حاول، نظرًا لرهانه على المشاعر المناهضة للجمهورية ضمن الجيش، دون نجاح تشجيع قوات الجنرال غوديريك روجيت بالسير نحو قصر الإليزيه خلال جنازة فيليكس فاور في 23 فبراير من عام 1899، بالجمهوريين إلى الشعور بأن ما هو قادم سيكون أسوأ. أيضًا، سعت حكومة الدفاع عن الجمهورية التي ترأسها بيير والديك روسو ورئيس الوزراء في تلك الآونة إيميل كومبس (الذي كان هو نفسه ماسونيًا ينتمي إلى منظمة الشرق العظيم في فرنسا) ترسيخ النظام عبر المضي قدمًا في «تصفية» أي مؤسسات تُعتبر مناهضة لقضية دريفوس، وكان الجيش الهدف الأبرز من بين تلك المؤسسات. 
بالتوازي مع انعكاسات قضية دريفوس، شنت رئاسة وزراء كومبس، التي ترسخت من خلال الماسونيين الأحرار (بشكل خاص منظمة الشرق العظيم في فرنسا) وبتحريض من الحزب الراديكالي، هجومًا على الكنيسة الكاثوليكية في فرنسا، وألغت حكومته الجمعيات الدينية من الأقاليم الفرنسية وعبدت الطريق لقانون عام 1905 حول الفصل بين الدولة والكنيسة، الذي شكل ذروة الإجراءات المناهضة لرجال الدين مطلع القرن العشرين. ارتبطت هذه الخطوة ضد النزعة الكاثوليكية في المجتمع الفرنسي، تحت شعار الفصل بين الدولة والكنيسة، بصورة وثيقة بقضية البطاقات: واعتُبرت القناعات الدينية للضباط الكاثوليكيين دليلًا مباشرًا على عدائهم للجمهورية، عارض الرئيس إيميل لوبيت كومبس حول صوابية هذا القانون، وفي نهاية المطاف، كشف غويوت دو فيلينوف فضيحة الأضابير بهدف تجنب الفصل. 

### أوراق غامبيتا السابقة
خلال الأعوام الأولى من عمر الجمهورية الفرنسية الثالثة، كانت قد جُمعت بشكل مسبق ملفات سرية حول ضباط الجيش الفرنسي بمساعدة الماسونية. كانت «أوراق غامبيتا» هذه، التي سميت على اسم السياسي الراديكالي ليون غامبيتا، الذي صاغها بهدف أن تستخدم من قبل الجمهوريين، تحوي ملاحظات حول المهارات العسكرية والقناعات السياسية للضباط الكبار، في ملفين. كان الملف الأول، الذي أُكمل في الأيام الأولى من عام 1876، يحوي مراجعة لفيالق الجيش كافة، فرقة فرقة. وكان الملف الثاني، الذي جُمع في خريف عام 1878، عن المسيرة المهنية والميول السياسية لضباط وزارة الحرب والمدرسة الحربية وهيئة أركان الجيش والمدارس العسكرية الكبرى.
وهكذا كان هذان الملفان، الذين حررتهما شبكة استخباراتية جمهورية مدعومة من قبل المحافل الماسونية، تشير بشكل مسبق، قبل قضية البطاقات بفترة طويلة، إلى الضباط الملكيين الذين كان يعتقد أنهم يشكلون خطرًا على الجمهورية. بعد انضمام الجمهوريين إلى السلطة، سرح عدد من معين من الجنرالات من مناصبهم القيادية استنادًا إلى هذين الملفين، بهدف جعل المؤسسة العسكرية أكثر طاعة للنظام الجديد. وقد كانت التسريحات ضمن الجيش ما أثار غضب واستقالة المارشال باتريس دو مكماهون، رئيس الجمهورية منذ عام 1873 حتى عام 1879. 
بعد تسعة أعوام، خلال أزمة جورج إرنست بولانجر، اقترح إدموند ليبليتييه، مؤسس محفل حقوق الإنسان التابع لمنظمة الشرق العظيم في فرنسا إنشاء لجان، تدعم بصورة مباشرة من قبل المحافل وجمعية حقوق الإنسان والمواطن، ستكون مسؤولة عن الإبلاغ عن «خدم الدولة الذين لديهم ميل للخيانة ومناورات في التعيين والفساد وترهيب الملكيين ورجال الدين وحلفائهم الجدد، البولانجريين». إلا أن هذه الفكرة رفضت من قبل مدير مجلة لا تشان دو يونيون، إسبريت يوجين هيربرت (المراجعة التي نُشرت لمنظمة الشرق العظيم في فرنسا).

## تطبيق نظام البطاقات

### تعيين الجنرال أندريه وزيرًا للحرب
في أعقاب استقالة الجنرال دو غاليفيت في مايو من عام 1900، عين رئيس المجلس بيير والديك روسو، بناء على نصيحة هنري بريسون، الجنرال لويس أندريه لخلافته في وزارة الحرب. عُرف هذا الجندي، خريج معهد العلوم التطبيقية، بنزعته الجمهورية القوية وطبيعته ال«عقائدية». وكانت مهمته متابعة مهام سلفه، أي القضاء على الاضطرابات الأخيرة لقضية دريفوس ومتابعة «إضفاء النزعة الجمهورية» على الجيش بسرعة البرق.